# Horia Grama
Horia Grama (n. 28 februarie 1962

, Topoloveni) este un fost deputat român, ales în legislaturile 2008-2012 și 2012-2016 din partea Partidului Social Democrat.